# Якаб-Хедь
Якаб-Хедь (Якабхедь; венг. Jakab-hegy — «гора Иакова») — самая высокая гора западной части хребта Мечек в Южной Венгрии. Имеет высоту 602 м.

## География
Гора расположена северо-западнее города Печ. Она возвышается над Среднедунайской низменностью. При хорошей погоде с горы Якаб-Хедь можно увидеть Восточный Мечек с 682-метровой вершиной Зенгё.

## Геология

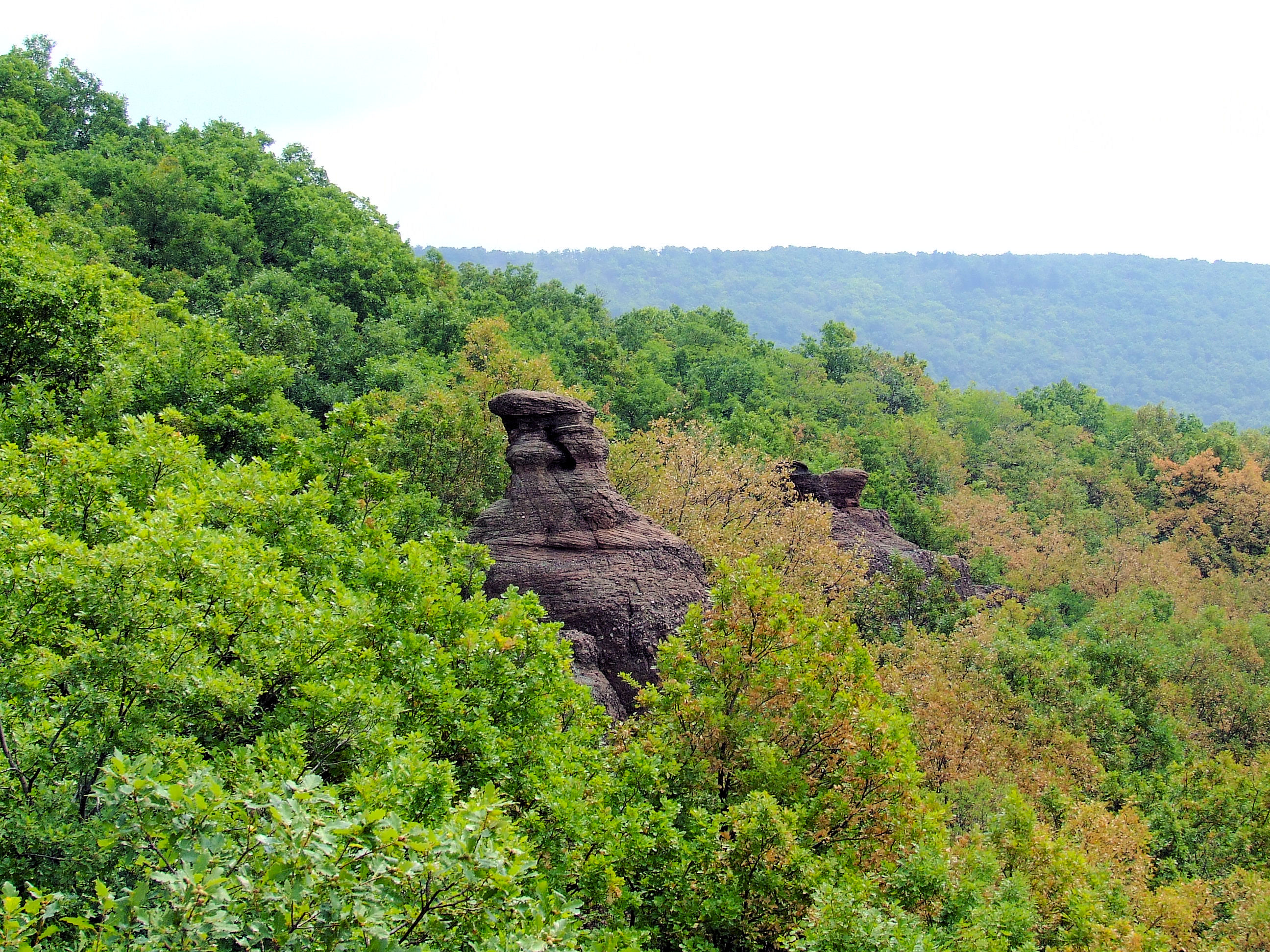
Бабаш Серкёвек

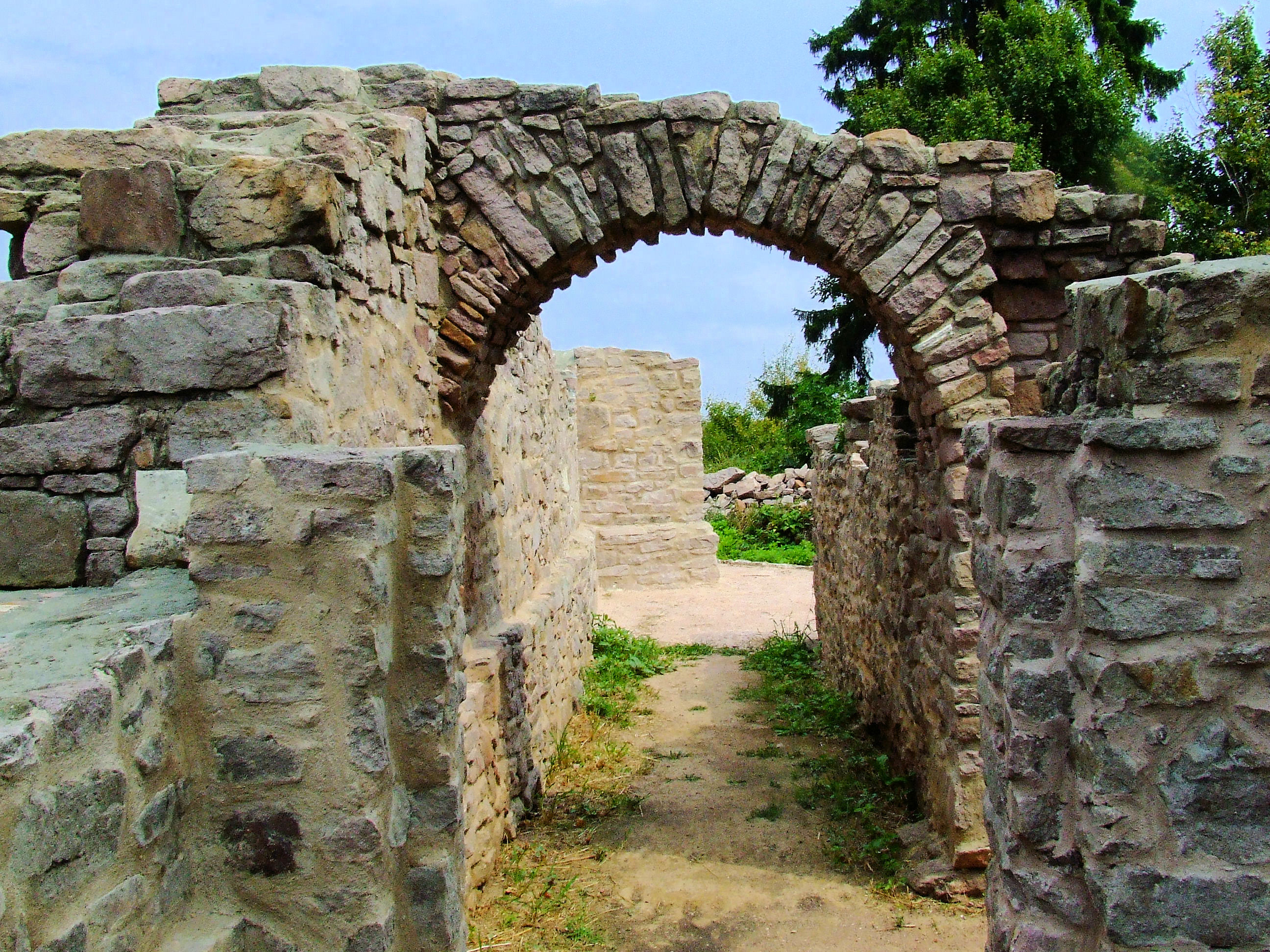
Руины монастыря паулинов

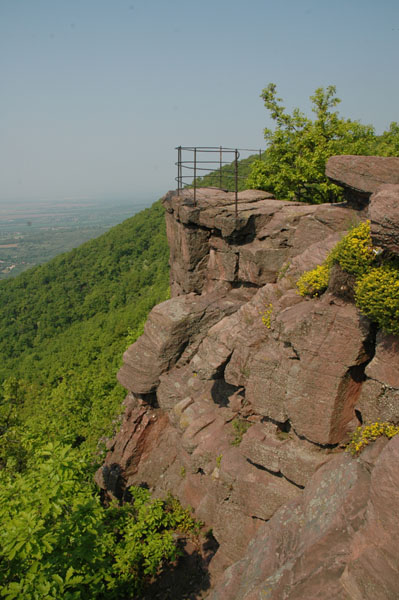
Жонгоркё

Гора возникла в палеозойскую эру и сложена пермским песчаником. В результате действия эрозии сформировалось несколько скальных образований, в частности, «Бабаш Серкёвек» («Ряд человекоподобных камней») и «Жонгоркё» («Камень Жонгора»).
На Якаб-Хедь находится единственное крупное месторождение урана в стране. Добыча была начата в 1950-х годах при советской поддержке предприятием «Боксит». Очищенный уран использовался с 1982 года и для эксплуатации атомной электростанции «Пакш». Из-за высокой стоимости добычи и падения цен после окончания Холодной войны шахты были закрыты в 1990-х годах.

## История
С древних времён на горе селились люди. Во времена железного века на горе был сооружён крупный форт, который стал важным оппидумом и политическим центром гальштатской культуры и кельтов. После римского завоевания форт был заброшен, но его крепостные валы ещё видны.
В средние века в центре заброшенной крепости появилась небольшая деревня. Её покровителем был Святой Иаков — отсюда и название горы. В 1225 году на горе был основан монастырь ордена паулинов, он продолжал действовать до турецкой оккупации Венгрии. В 1736 году он был отстроен вновь, но в 1828 году его упразднили, и с тех пор он стоит заброшенным. До нашего времени сохранились только руины.